# Dramatiska arbeten I
Dramatiska arbeten I är en samling med tre av författaren Alfhild Agrells pjäser, utgiven 1883 på Lamms förlag. Den efterföljdes av Dramatiska arbeten II 1884. 2012 utgavs samlingen Dramatiska arbeten som innehåller Agrells samlade dramatiska produktion.

Dramatiska arbeten I innehåller i tur och ordning pjäserna Räddad, Hvarför? och En hufvudsak. Hvarför? var Agrells första uppsatta pjäs och hade urpremiär på Kungliga Dramatiska Teatern i Stockholm den 25 februari 1881. En hufvudsak hade urpremiär på Nya Teatern i Stockholm den 1 januari 1882 och Räddad den 18 december 1882 på Kungliga Dramatiska Teatern.

## Pjäser
- Räddad
- Hvarför?
- En hufvudsak